# 香港海洋公園水上樂園
香港海洋公園水上樂園（英語：Water World, Ocean Park Hong Kong）是香港的水上樂園。樂園設有五個主題區域，共有 27 個室內及戶外玩樂設施。 水上樂園位於香港南區大樹灣，為香港海洋公園所擁有。水上樂園的工程於2015年11月展開，經多次宣佈延期落成後，園方曾經表示推斷落成時間為2019年冬季，工程問題再推遲2021年開幕。2021年6月24日，園方公佈水上樂園的正式官方名稱為「水上樂園」（英語：Water World）。水上樂園的原址為海洋公園的集古村、雀鳥天堂、節慶活動用地及公園位於山上（現稱作「高峰樂園」）部份的出入口，上述設施已於2011年前起關閉並陸續清拆以配合水上樂園的工程。水上樂園於2021年9月21日正式開幕。

## 開放時間
| 開放時間 | 2025年6月1日起                                                              |
| -------- | --------------------------------------------------------------------------- |
| 每日     | 上午10:00 - 晚上6:00 上午10:00 - 晚上10:00（8月8、9、15、22、23、29、30日） |

只供參考，詳細開放時間請參閱海洋公園水上樂園官方網站。

## 概述
水上樂園以梯池（Cascading Pools）為主設計概念，園內設有半透明的弧形屋頂及水上遊戲，提供室內及戶外水上設施，同時貫入環境保護元素，以帶出教育和保育訊息。海洋公園行政總裁李繩宗早前表示，傾向利用大樹灣的地勢及樹木景色，對水上樂園採用園林景觀設計，主題環繞水和海洋生物。

## 發展目的
根據海洋公園提交的文件——《海洋公園大樹灣發展項目的進展》，園方興建水上樂園有七大主要原因：
- 使海洋公園更多元化及鞏固其區域性頂級旅遊景點的地位
- 為不斷增長的旅遊景點提供所需的基礎設施
- 促進香港經濟
- 為本地社區帶來生活質素上的無形效益
- 將舊水上樂園的美好回憶再與香港人連結
- 增長遊客之逗留時間
- 替海洋公園締造第二個大門

## 歷史

### 第一代水上樂園關閉
英皇御准香港賽馬會於1982年至1984年撥款2.4億港元予香港海洋公園進行第二期發展工程，當中包括興建一座室外水上樂園。受到季節影響每年僅5月至9月開放，最終於1999年因入場人數不足而關閉。

### 提倡興建第二代水上樂園

#### 2011年
- 10月 — 政府於《2011至2012年度香港行政長官施政報告》中表示香港海洋公園正積極研究於大樹灣一帶興建全天候水上樂園及配套設施[6]，時任海洋公園主席盛智文接受訪問時稱因調查發現市民和旅客最希望復建水上樂園並表示新水上樂園設計會配合大樹灣景色；而世界級真雪溜冰場除供玩樂外亦可舉行國際賽事，並透露場內會有特色遊樂設施[7]

#### 2012年
- 1月 — 報導引述消息透露預料政府會在2012年至2013年度香港政府財政預算案拍板海洋公園第二期擴建計劃，計劃包括興建全天候水上樂園及世界級溜冰場。計劃中的全天候水上樂園可讓旅客一年四季均可玩水以發揮水上樂園最大的成本效益，而世界級溜冰場則可用作溜冰及冰上曲棍球等比賽並會興建以溜冰為主題的娛樂設施[8]
- 2月 — 政府於2012年至2013年度香港政府財政預算案中表示海洋公園正研究興建全天候水上樂園，並指政府會全力協助公園
- 8月 — 時任海洋公園主席盛智文透露原構思包括於第二期擴建的世界級溜冰場因營運成本頗高而仍需研究會否興建，但強調會用不同方法爭取溜冰場順利上馬[9]
- 11月 — 時任海洋公園副行政總裁李繩宗指構思中的水上樂園原擬設世界級溜冰場，但因造價貴或以其他設施取代[10]
- 12月 — 有報導引述消息指初步評估認為香港海洋公園經營水上樂園較可行，而溜冰場未必划算[11]

#### 2013年
- 2月 — 時任海洋公園主席盛智文表示要溜冰大可到各大商場溜冰場，因此決定取消興建溜冰場[12]。其後有報導引述消息指海洋公園已向某大型非商業機構提交贊助建議並正等候回覆，假若獲贊助溜冰場便可上馬[13]

### 落實興建第二代水上樂園

#### 2013年
- 2月 — 政府於《2013年至2014年度香港政府財政預算案》宣佈向海洋公園貸款22億9千萬港元興建全天候水上樂園[14]。公園時任副行政總裁李繩宗補充水上樂園傾向採用園林式設計以善用大樹灣的地勢和樹木景色，室內設暖水池而室外則有滑水梯及衝浪池。他指會參考韓國愛寶樂園模式，更構思於室內設立「VIP泳區」並提供餐飲讓泳客可私人暢泳[15]。有報導指室內部份初步構思採用半透明弧形屋頂及玻璃幕牆讓泳客遠眺室外山水，而建築不會高過山脊線。報導續指公園已向西班牙等地水上樂園取經研究依山而建滑水梯的模式，考慮配合山上叢林營造「水上森林」的效果[16]
- 3月 — 政府向立法會經濟發展事務委員會簡介海洋公園大樹灣發展項目，表示項目分為戶內及戶外全天候水上樂園、零售餐飲及娛樂區和泊車區3個主要部份。當中水上樂園的戶內部分會全天候營運，戶外部分則會在夏天提供更多水上設施。水上樂園亦設渡假式貴賓區，提供半私人游泳池等增值設施。而零售餐飲及娛樂區除多間提供不同類型的餐飲的餐廳外亦設多個零售小攤檔，泊車區則設約260個泊車位。海洋公園表示水上樂園的整體主題會環繞「水」和「海洋動物」與公園主題保持連貫性，但水上樂園會另設專屬入口及獨立收費。項目詳細設計於2014年年中完成，之後主要建築工程將會動預計於2017年下半年完工 [17]
- 4月 — 海洋公園向南區區議會地區發展及環境事務委員會簡介大樹灣發展項目，透露水上樂園會採用半透明弧型屋頂設計並設25個景點和13個嶄新水上遊樂設施[18][19]
- 5月 — 政府向立法會財務委員會申請為海洋公園提供附屬貸款22億9千萬港元並徵收浮動利息以推展水上樂園計劃，議案獲委員會通過。政府遞交文件顯示拆卸及準備工程於2013年年底展開，而主要建築工程於2015年年初動工。項目預計於2017年下半年完工，營運首年總入場人次預計超過150萬[20]

#### 2014年
- 3月 — 海洋公園向南區區議會地區發展及環境事務委員會在匯報水上樂園最新設計，首度公開水上樂園設計及佈局。公園指大樹灣發展項目的目標是建造一個能與香港自然景致融合的世界知名水上公園，在形成一個標誌性建築同時融合並保存周邊自然景致。其獨特建築能增進與周邊環境互動和提供一年四季可用活動空間，建築物會依山而建以減低對山坡的影響[21][22]
- 7月 — 海洋公園董事局宣佈委任盛智文為大樹灣發展項目籌劃小組榮譽顧問，任期為3年[23]

#### 2015年
- 11月 — 水上樂園舉行動土典禮，公園時任主席孔令成先生表示對水上樂園在2018年下半年竣工感到樂觀[24]

### 多番超支延遲

#### 2017年
- 1月— 園方於公佈香港海洋公園開業40周年紀念活動時指因在施工期間發現工地有一個大沼澤而需額外花時間鞏固地基，因此水上樂園工程無法於原訂的2018年下半年完成工程。公園大樹灣發展項目籌劃小組榮譽顧問、前主席盛智文表示水上樂園原定2018年下半年竣工，但因土地問題會延遲4至5個月。公園時任主席孔令成補充指於2016年12月施工期間發現有大沼澤而須花費數月時間鞏固地基但相信對成本影響不會太大，預計水上樂園可在2018-2019年度竣工[25]

#### 2018年
- 8月 — 公園時任行政總裁李繩宗預計水上樂園在2019年年底大致完成，正式開幕時間則視乎營運情況[26]

#### 2019年
- 2月 — 園方發言人預計水上樂園於2019年年底完工並相信能如期開幕[27]
- 9月 — 公園向南區區議會表示會於2019年年內對外介紹水上樂園並就營運團隊展開招聘，但並無明確指出水上樂園的開幕時間[28]
- 12月 — 公園時任行政總裁李繩宗接受訪問時表示水上樂園於2021年年內開幕，但正式開幕日子未定[29]。同月公園公佈2018至2019財政年度業績報告，被香港蘋果日報發現公園正與水上樂園顧問公司就設計問題對簿公堂，牽涉金額逾10.1億元；另外公園亦正面臨水上樂園兩個承建商就工期延長、額外工程等問題分別索償約4億元及3.7億元。水上樂園造價由2012年提出時預計的22.9億元飆升至36億元，超支達57%[30]

#### 2020年
- 4月 — 政府回覆立法會財務委員會時確認水上樂園於2021年年內落成，最新造價為38.6億元[31]
- 5月 — 政府向立法會提出包括提供撥款清繳完成水上樂園所需費用及修訂「海洋公園大樹灣發展項目貸款」條款至2021年9月才開始還款等支援公園措施，同時要求水上樂園在重新審視公園重生制訂方向工作完成並得出結果後才可開幕[32]
- 9月 — 公園主席劉鳴煒表示水上樂園於2020年年底竣工，但明言無論如何都無法於2020年年內開幕。確實開幕時間需視乎檢討計劃才有定案，但有信心最終可開幕[33]
- 11月 — 政府在2020年度施政報告表示水上樂園會於2021年夏天啟用[34]

#### 2021年
- 4月 — 公園指待屋宇署批出入伙紙後最快可於2021年8月開幕，園方正為水上樂園招募包括保安、款待、救生員等約400個職位
- 5月 — 公園表示水上樂園已獲入伙紙而遊樂設施亦已完工，園方已遞交泳池牌申請
- 6月 — 公園公佈水上樂園以「探索自然　激浪無限」作品牌宣言並首度公開由海洋和山脈線條組成的標誌，同時隆重公佈宏利冠名贊助位於「迷失部落」主題區的全港首個全天候室內造浪池 — 「天海灣」。公園指水上樂園設5個主題區域共27個室內及室外遊樂設施，包括全港首個衝浪模擬機、九條緊張刺激的動感水上滑梯及多個專為小朋友而設的嬉水地帶。
- 8月 — 公園宣佈水上樂園於2021年9月21日正式開幕，票價為$320起

### 投入營運

#### 2022年
2022年1月6日起，因香港疫情再度反覆，海洋公園水上樂園首次關閉，直至2022年5月13日。

#### 2024年
2024年10月15日起，水上樂園宣布將首次於冬季期間休園約七個月，以方便進行大規模保養工程。此安排為水上樂園啟用三年後，首次未有於冬季開放。報道指出，由於全天候開放的水上樂園在冬季入場人數甚少，休園可減省營運成本。

## 設施

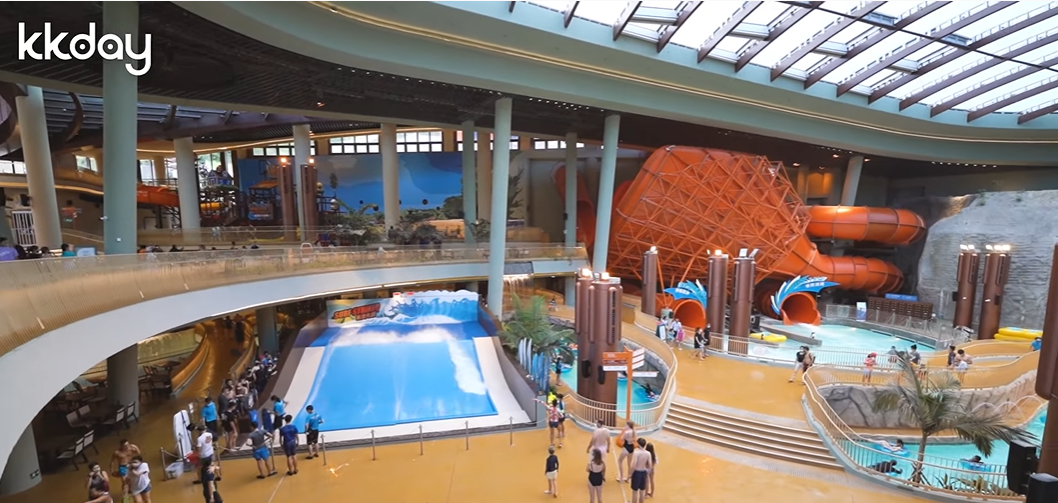
水上樂園內部

水上樂園佔地57,000平方米，全年365日開放，可容納9000人；樂園以梯池式的流水設計，主建築物樓高3層，依山而建，與大自然融為一體。地庫停車場，提供250個私家車位及10個旅遊巴位。一樓是主入口層，設有大堂、儲物更衣室、餐飲及零售店舖等。二樓室內設施包括滑道連接水池、室內漂流河、衝浪模擬機和餐飲；室外則是漂流河、造浪池及泳池甲板。最上層三樓室內是兒童遊樂區、嬰孩嬉水池和室內造浪池，室外則設有一系列水療池、帳篷度假區和有按摩功能的無邊際游泳池。
水上樂園設有5個主題區域，分別為「歡樂堡礁」、「躍動流域」、「絕嶺深谷」、「冒險灣岸」及「迷失部落」，共有 27 個室內及戶外玩樂設施，包括全港首個滑浪模擬機、9條水上滑梯，以及多個嬉水地帶。
其中，「迷失部落」中的室內造浪池「天海灣」，水面面積達1,450平方米，水深為0至1.6米，造浪高度由底至高峰約0.3米至1米，有8種不同浪潮模式。造浪池中心有一座大型LED室內顯示屏及舞台，可進行表演、派對及其他活動，池邊亦設有大型幕門，可引入外頭海風。

### 室內遊樂設施
- 暖水池
- 模擬滑浪機「衝浪先鋒」
- 2樓滑道連接水池
- 2樓室內漂流河「漂流探秘」
- 2樓餐飲
- 3樓兒童遊樂區、嬰孩嬉水池
- 3樓有八款浪形的造浪池「天海灣」
- 渡假式尊貴客戶游泳專區（設計參考了韓國愛寶樂園水上樂園）。

### 室外遊樂設施
- 有按摩功能的無邊際游泳池
- 有八款浪形的造浪池
- 漂流河
- 動感滑水梯：共19條，分布及穿梭於室內及室外戲水設施，部份更會穿梭附近叢林。
- 八彩天梯，旋風雙子梯，急轉雙子梯， 急流漩渦，神秘迷沖。
- 休憩小屋
- 攤檔及露天茶座，類似於赤柱市集，提供面部彩繪及攤檔遊戲等。

戶外部份地方設有暖爐。
遊客可租用海景帳篷休息或額外付費享用有按摩功能的無邊際泳池。

### 服務設施
- 餐飲服務

## 生態緩解措施

### 雀鳥
水上樂園的工程項目需伐木及平整土地。工程範圍內曾發現一個鷺鳥群，經環評報告調查後，發現鷺鳥只屬短暫停留，因此項目對鷺鳥的生態影響非常有限。實地調查過程中亦發現鷺鳥群中有大部分已經離開項目範圍，移居至另一個位於香港仔海峽的合適棲息地。為了讓鳥類能於園內得到棲息地，園內規劃了一個紅鸛池，為將飼養的紅鸛及樂園一帶的雀鳥提供生境。為減少鳥撞風險。樂園的設計採用「平臺」與梯池（Cascading Pools）概念。該平臺景觀使水上樂園和諧地融於自然景觀中，減少阻礙鳥類於該範圍的活動。在設計中減少使用反光或半透明屏障，將顯著地減少鳥類碰撞的風險。樂園的設計保留了南面山坡的自然植被。因此，項目能保留南面具保育價值的植物，該位置亦會優化給予鷺鳥使用。

### 海洋生物
海洋生態方面，環評報告在大樹灣發現珊瑚群落及潮間帶生境。珊瑚群落的狀況良好，雖然有很低比例的珊瑚錄得部分死亡，但整體並無珊瑚白化問題，水中沉積亦屬可接受水平。項目並沒有任何海上建造工程，預期不會對大樹灣的海洋生態構成直接的影響。項目將透過水質緩解措施減少對海洋生態的潛在間接影響，因此項目不會對珊瑚群落及潮間帶生境構成不能接受的影響。

## 門票
水上樂園設有獨立入口，海洋公園及水上樂園獨立收費，海洋公園的入場費並不包括水上樂園入場費；門票採用動態定價系統，售價將根據未來60天的季節性因素、週日或週末、制定價格。
- 成人門票：HK$168-698
- 小童門票：HK$88-488
- 長者及合資格殘疾人士門票：HK$150

## 財政

### 貸款
根據《2013年至2014年度香港政府財政預算案》資料顯示，香港政府就興建新水上樂園貸款22億9千萬港元，息率5厘，分20年還款，最終貸款年期為2033年。海洋公園需要支付浮動利率，相等於香港政府存放在外匯基金的財政儲備收益率。根據商務及經濟發展局向立法會經濟發展事務委員會提交的文件指出，該局計劃於2013年5月就相關貸款向財務委員會申請，於2013/14年度起分3年批出，若果其工程費用超出獲得批惟款額，香港政府將不會再向海洋公園作出額外財務支持，海洋公園需要自行解決，而且不得縮減項目規模。

### 經濟效益
根據海洋公園顧問研究推算，水上樂園每日接待15,000名遊客，約60%屬於本地遊客；預計於營運首年預料吸引到逾150萬名人次入場，約1成為為了水上樂園專程來訪，並且將會逗留香港3.6日。於2018年至2048年，將會為到香港每年帶來8.42億至12.4億港元的額外可量化淨經濟效益，帶來（自2018年）2,900個至4,290個（至2048年）新就業機會，由2014年至2048年間為本地生產總值作出180億港元之貢獻。